# La Tour-Blanche-Cercles
La Tour-Blanche-Cercles ist eine französische Gemeinde mit 549 Einwohnern (Stand 1. Januar 2022) im Zentrum des Départements Dordogne in der Region Nouvelle-Aquitaine. Sie entstand als Commune nouvelle mit Wirkung vom 1. Januar 2017 aus der Fusion der zwei Gemeinden Cercles und La Tour-Blanche, die in der neuen Gemeinde jeweils den Status einer Commune déléguée innehaben.

## Gliederung
| Ortsteil                            | ehemaliger INSEE-Code | Fläche (km²) | Höhenlage (m) | Einwohnerzahl (2022) |
| ----------------------------------- | --------------------- | ------------ | ------------- | -------------------- |
| Cercles                             | 24093                 | 15,07        | 114–211 (150) | 169                  |
| La Tour-Blanche (Verwaltungssitz)00 | 24554                 | 08,11        | 130–190 (145) | 380                  |

## Lage und Klima
Die aus zwei Ortschaften sowie mehreren Weilern (hameaux) und Einzelgehöften (fermes) bestehende Gemeinde liegt etwa 35 km (Fahrtstrecke) nordwestlich von Périgueux bzw. ca. 20 km nordöstlich von Ribérac in Höhen von ca. 150 m.
Die Nachbargemeinden sind:
- im Norden La Chapelle-Montabourlet,
- im Osten Mareuil en Périgord,
- im Südosten Saint-Just,
- im Süden Chapdeuil,
- im Südwesten Verteillac und Bourg-des-Maisons,
- im Westen Cherval sowie
- im Nordwesten Gout-Rossignol.

Das Klima ist gemäßigt bis warm; Regen (ca. 864 mm/Jahr) fällt übers Jahr verteilt.

## Bevölkerungsentwicklung
| Gemeinde / Jahr           | 1800 | 1851 | 1901  | 1954  | 1962  | 1968  | 1975  | 1982  | 1990  | 1999  | 2013  |
| ------------------------- | ---- | ---- | ----- | ----- | ----- | ----- | ----- | ----- | ----- | ----- | ----- |
| Cercles                   | 584  | 830  | 365   | 229   | 218   | 231   | 183   | 187   | 207   | 173   | 203   |
| La Tour                   | 421  | 535  | 513   | 480   | 459   | 481   | 439   | 441   | 488   | 460   | 422   |
| La Tour-Blanche-Cercles00 | 1005 | 1365 | .0878 | .0709 | .0677 | .0712 | .0622 | .0628 | .0695 | .0633 | .0625 |
| Quelle: Cassini und INSEE |      |      |       |       |       |       |       |       |       |       |       |

Die (Gesamt-)Einwohnerzahlen der Gemeinde La Tour-Blanche-Cercles wurden durch Addition der bis Ende 2016 selbständigen Gemeinden ermittelt.
Der kontinuierliche Bevölkerungsrückgang der beteiligten Orte im 20. Jahrhundert ist im Wesentlichen auf die Reblauskrise im Weinbau und die Mechanisierung der Landwirtschaft zurückzuführen; hinzu kommt die anhaltende Aufgabe von bäuerlichen Kleinbetrieben.

## Wirtschaft
Die Gemeinde ist immer noch in hohem Maße land- und forstwirtschaftlich geprägt, wobei der in früheren Zeiten bedeutsame Weinbau nur noch eine untergeordnete Rolle spielt. Im Ort selber haben sich Kleinhändler, Handwerker und Dienstleister niedergelassen. Seit den 1960er Jahren werden einige der leerstehenden Häuser als Ferienwohnungen (gîtes) vermietet.